# Shepherd (Montana)
Shepherd és una concentració de població designada pel cens dels Estats Units a l'estat de Montana. Segons el cens del 2000 tenia 193 habitants.

## Demografia
Segons el cens del 2000, Shepherd tenia 193 habitants, 71 habitatges, i 51 famílies. La densitat de població era de 69,6 habitants per km².
Dels 71 habitatges en un 39,4% hi vivien nens de menys de 18 anys, en un 54,9% hi vivien parelles casades, en un 15,5% dones solteres, i en un 26,8% no eren unitats familiars. En el 23,9% dels habitatges hi vivien persones soles el 4,2% de les quals corresponia a persones de 65 anys o més que vivien soles. El nombre mitjà de persones vivint en cada habitatge era de 2,72 i el nombre mitjà de persones que vivien en cada família era de 3,23.
Per edats la població es repartia de la següent manera: un 33,7% tenia menys de 18 anys, un 6,2% entre 18 i 24, un 29,5% entre 25 i 44, un 22,3% de 45 a 60 i un 8,3% 65 anys o més.
L'edat mediana era de 30 anys. Per cada 100 dones de 18 o més anys hi havia 96,9 homes.
La renda mediana per habitatge era de 31.250 $ i la renda mediana per família de 45.500 $. Els homes tenien una renda mediana de 17.500 $ mentre que les dones 21.250 $. La renda per capita de la població era de 13.025 $. Aproximadament el 31% de les famílies i el 28,2% de la població estaven per davall del llindar de pobresa.

## Poblacions més properes
El següent diagrama mostra les poblacions més properes.